# Edward Petzold

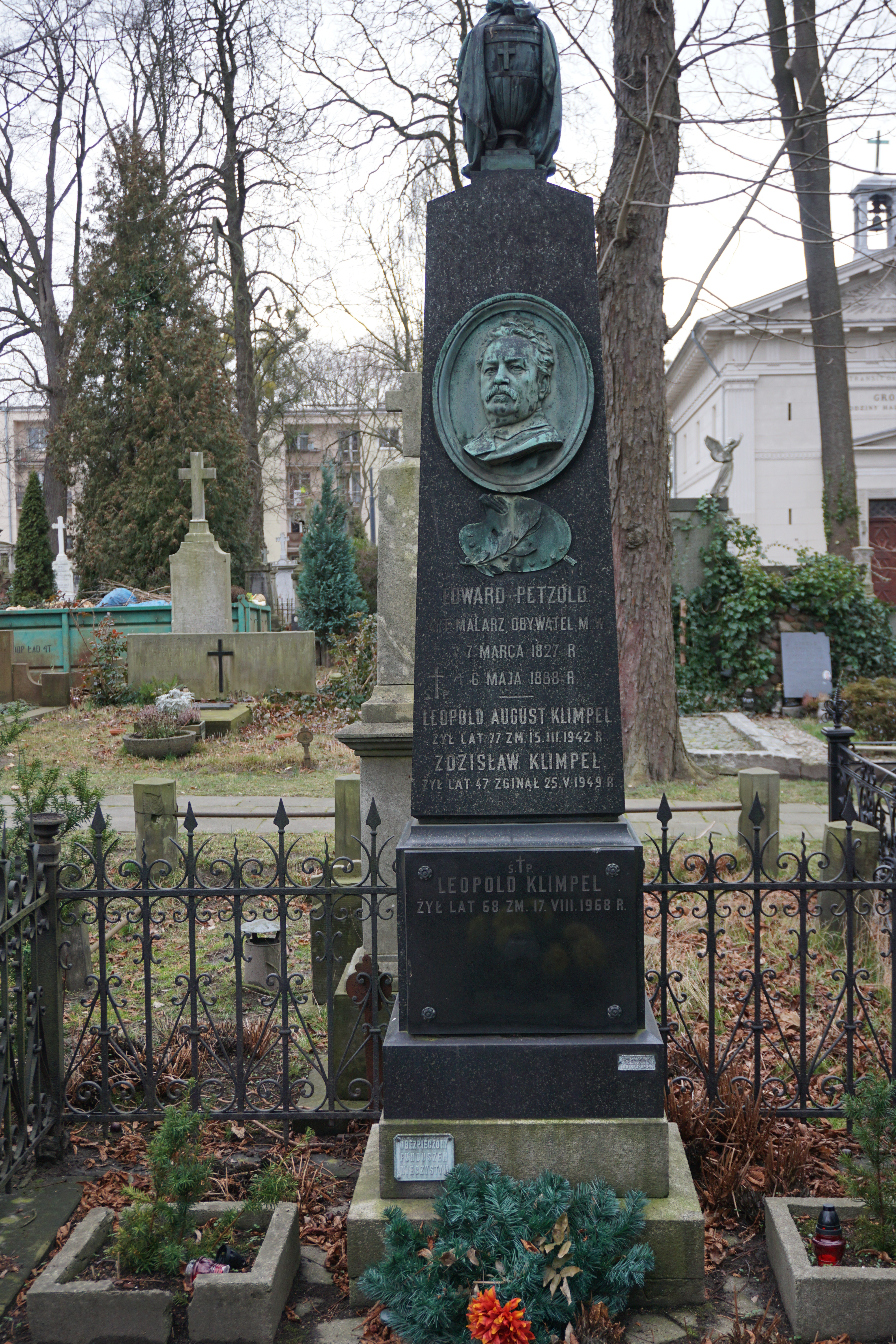
Grób Edwarda Petzolda na cmentarzu ewangelicko-augsburskim w Warszawie

Edward Petzold (ur. 7 marca 1827 w Warszawie, zm. 6 maja 1888 tamże) – polski malarz, rysownik, pedagog.

## Życiorys
W latach 1844–1850 studiował w Szkole Sztuk Pięknych w Warszawie.
Podczas studiów, wspólnie z Franciszkiem Kostrzewskim, Wojciechem Gersonem, uczestniczył w pieszych wędrówkach na trasie Kraków – Wilno oraz w Tatry. Ich celem było wykonanie widoków oraz dokumentacja typów ubiorów i strojów ludowych.
Tworzył głównie pejzaże i sceny rodzajowe, również o treści religijnej – znany jest jego obraz Święta Trójca namalowany dla kaplicy szpitala św. Trójcy w Piotrkowie. Wykonywał również rysunki publikowane w Tygodniku Ilustrowanym i innych czasopismach.
W zbiorach Muzeum Narodowego w Warszawie znajduje się jego portret z 1856, wykonany przez Józefa Simmlera.
Petzold został pochowany na cmentarzu ewangelicko-augsburskim w Warszawie (aleja 14, rząd 1 miejsce 6); medalion nagrobny wykonał Bolesław Syrewicz.